# Лаундс (окръг, Джорджия)
Окръг Лаундс (на английски: Lowndes County) е окръг в щата Джорджия, Съединени американски щати. Площта му е 1323 km², а населението - 96 705 души. Административен център е град Валдоста.